# San Ginesio
San Ginesio település Olaszországban, Marche régióban, Macerata megyében. Lakosainak száma 3089 fő (2023. január 1.). San Ginesio Acquacanina, Cessapalombo, Fiastra, Gualdo, Ripe San Ginesio, Sant’Angelo in Pontano, Sarnano, Tolentino, Camporotondo di Fiastrone és Colmurano községekkel határos.

## Népesség
A település lakossága az elmúlt években az alábbi módon változott:
| Lakosok száma | 3442 | 3376 | 3089 |
|               | 2017 | 2018 | 2023 |